# 보홀트 (독일)

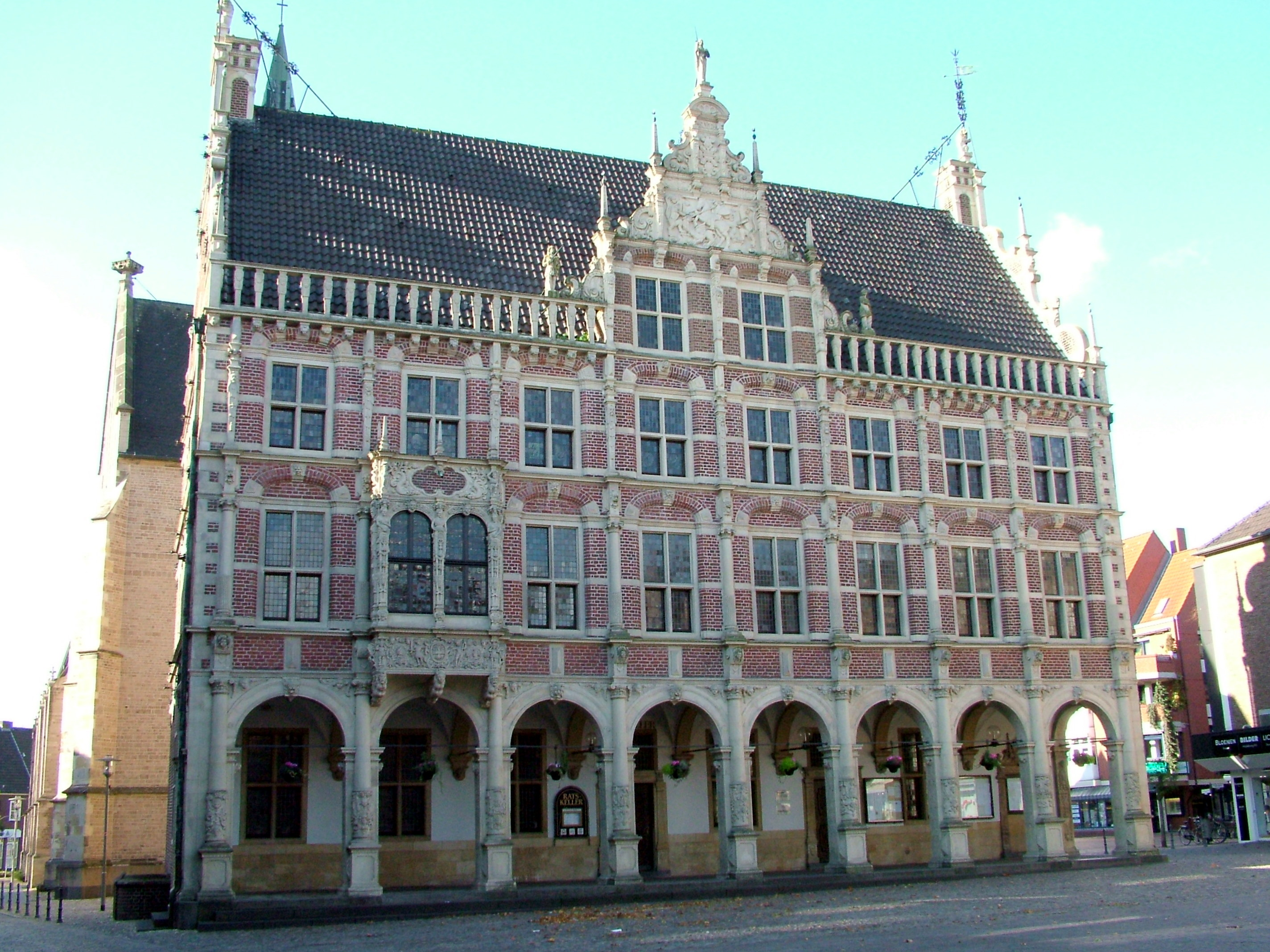
보홀트 시청

보홀트(독일어: Bocholt)는 독일 노르트라인베스트팔렌주에 위치한 도시로 면적은 119.37km2, 높이는 25m, 인구는 71,443명(2015년 12월 31일 기준), 인구 밀도는 600명/km2이다. 네덜란드 국경에서 남쪽으로 4km 정도 떨어진 곳에 위치한다.

시기
시 문장